# 508 Princetonia
Princetonia (asteroide 508) é um asteroide da cintura principal com um diâmetro de 142,35 quilómetros, a 3,11653547 UA. Possui uma excentricidade de 0,01400341 e um período orbital de 2 052,54 dias (5,62 anos).
Princetonia tem uma velocidade orbital média de 16,75307043 km/s e uma inclinação de 13,36354964º.
Esse asteroide foi descoberto em 20 de Abril de 1903 por Raymond Dugan.